# 楠木武俊
楠木 武俊（くすのき たけとし、1861年（文久元年） - ?）は、明治期の官僚、実業家。勲六等瑞宝章。

## 経歴
紀伊国（現・和歌山県）生まれ。漢学を学んだ後、1882年（明治15年）慶應義塾を卒業し大蔵省に入り、英語学校長に就任。吉川泰次郎の奨励で海軍に従事。日清戦争の功にて勲等を受ける。日本郵船香港支店長となり40年間勤務した。